# Jamasat Udayat
Jamasat Udayat (tiếng Ả Rập: جماسة عديات, còn được gọi là al-Shari'ah) là một ngôi làng lớn ở phía bắc Syria nằm trong phó huyện Qalaat al-Madiq thuộc huyện Al-Suqaylabiyah ở tỉnh Hama. Theo Cục Thống kê Trung ương Syria (CBS), Jamasat Udayat có dân số 8.337 người trong cuộc điều tra dân số năm 2004. Cư dân của nó chủ yếu là người Hồi giáo Sunni.